# Walking on the Moon
Walking on the Moon is een nummer van de Britse band The Police. Het is de tweede single van hun tweede studioalbum Reggatta de Blanc uit 1979. Op 22 november dat jaar werd het nummer eerst in het Verenigd Koninkrijk en Ierland op single uitgebracht. In december volgden Europa, de VS  Canada en Japan en in januari 1980 Australië en Nieuw-Zeeland.

## Achtergrond
De oorspronkelijke tekst van het nummer is heel anders. Na een avond hevig stappen in München komt The Police-zanger Sting terug op zijn hotelkamer en wil net dronken zijn bed in gaan, wanneer er plotseling een riff in hem opkomt. Hij staat op en begint door zijn kamer te ijsberen, en mompelt "Walking in my room, ya, ya, walking in my room". De volgende ochtend schrijft hij de riff op, maar besluit dat 'Walking in my room' toch een iets te simpele tekst voor een nummer is, dus maakt hij er "Walking on the Moon" van. In zijn autobiografie vertelde Sting dat de tekst van "Walking on the Moon" ook gedeeltelijk geïnspireerd is door zijn vroegere vriendin Deborah Anderson.
De single werd een hit in West-Europa en Oceanië. In thuisland het Verenigd Koninkrijk behaalde de plaat de nummer 1-positie in de UK Singles Chart en ook in Ierland werd de nummer 1-positie bereikt. 
In Nederland werd de plaat veel gedraaid op Hilversum 3 en werd een radiohit in de destijds drie landelijke hitlijsten op de nationale publieke popzender. De plaat bereikte de 9e positie in zowel de Nederlandse Top 40 als de TROS Top 50 en in de Nationale Hitparade de 8e positie. In de Europese hitlijst op Hilversum 3, de TROS Europarade, werd de 16e positie bereikt.
In België bereikte de plaat de 16e positie in de voorloper van de Vlaamse Ultratop 50 en de 10e positie in de Vlaamse Radio 2 Top 30. In Wallonië werd géén notering behaald.
Sinds de editie van december 2003 staat de plaat genoteerd in de jaarlijkse NPO Radio 2 Top 2000 van de Nederlandse publieke radiozender NPO Radio 2, met als hoogste notering een 890e positie in 2013.

## NPO Radio 2 Top 2000
| Nummer met noteringen in de NPO Radio 2 Top 2000 | '03  | '04 | '05  | '06  | '07  | '08  | '09  | '10  | '11  | '12  | '13 | '14  | '15  | '16  | '17  | '18 | '19  | '20  | '21  | '22  | '23  | '24  |
| ------------------------------------------------ | ---- | --- | ---- | ---- | ---- | ---- | ---- | ---- | ---- | ---- | --- | ---- | ---- | ---- | ---- | --- | ---- | ---- | ---- | ---- | ---- | ---- |
| Walking on the Moon                              | 1052 | 935 | 1214 | 1366 | 1289 | 1297 | 1197 | 1174 | 1144 | 1159 | 890 | 1035 | 1138 | 1043 | 1082 | 921 | 1229 | 1292 | 1308 | 1403 | 1430 | 1674 |

1. ↑  Een vetgedrukt getal geeft de hoogste notering aan.
2. ↑  2003 was het eerste jaar met een notering voor dit nummer.